# És a zenekar játszik tovább…
És a zenekar játszik tovább... (And the Band Played On) 1993-ban bemutatott amerikai filmdráma Roger Spottiswoode rendezésében. A forgatókönyvet Randy Shilts 1987-ben kiadott azonos című regénye alapján Arnold Schulman írta. A főbb szerepekben Matthew Modine, Alan Alda és Ian McKellen látható. A film megtörtént eseményeken alapszik, és 1976-tól 1985-ig követhetjük nyomon az AIDS és a hozzá kapcsolódó karakterek történetét. A könyvet Randy Shilts homoszexuális újságíró írta, akit személyesen is érintett a betegség. A filmben archív híradófelvételeket is láthatunk, melyek még megrázóbbá teszik a filmet. A film nem csak az AIDS történetét mutatja be, hanem jól ábrázolja azt, hogyan viszonyult a kormány és a társadalom a homoszexuálisokhoz az 1980-as évek első felében. A filmet a hivatalos bemutató előtt bemutatták a Montreali filmfesztiválon is.

## Cselekmény
|  | Alább a cselekmény részletei következnek! |

Dr. Don Francis az 1976-os ebola járvány kitörésekor Afrikában próbál segíteni a betegeknek. Egy kis faluba érkeznek, ahol rendkívül sok a halott. Egy haldokló nő a kezei között hal meg, de már nem tudnak segíteni a betegeken, csak a holttesteket égetik el. Itt találkozik először, ilyen magas halálozású járvánnyal. A rossz előjelek tovább folytatódnak, 1977-ben Koppenhágában meghal az első AIDS-es beteg, bár a halál okát akkor még nem tudják. 1978-ban Franciaországban egy beteget megfázással visznek kórházba, és pár hét múlva már toxoplazmózisban rohad az agya, az akkor még ismeretlen AIDS elindult világhódító útjára. 1980-ban Bill Kraus meleg jogi aktivista a demokraták gyűlésen kéri, hogy a demokrata párt ismerje el a melegeket embereknek. Nem sokkal Reagan elnökké választása után, 1981 májusában a Járványügyi Központban felfigyelnek arra, hogy Los Angeles-i, New York-i és San Franciscó-i melegek között egy halálos kór kezd terjedni. Dr. Mary Guinan jelentést ír arról, hogy egy új ismeretlen járvány terjed az Egyesült Államokban a melegek között, de a főnöke Dr. Jim Curran kihúzza a homoszexuális szót a jelentésből, mert csak így kaphatnak pénzt a további kutatásokra. 

Dr. Francis az ebola által elpusztított faluban

Dr. Don Francis ekkor érkezik meg az Atlantai Járványügyi Központba, hogy segítsen az új betegség felderítésében, mivel az elmúlt években ő követte a hepatitis terjedését a melegek körében. New Yorkba utaznak, hogy tájékozódjanak a melegek szokásairól. Dr. Mary Guinan itt találkozik Gaëtan Dugassal, akinek fiatal kora ellenére Kaposi szarkómája van. Dugas egy kanadai légi utaskísérő, aki nyíltan meleg, és kb 250 nemi kapcsolata van egy évben. 1981 júliusára 80 fertőzött amerikaiból 26-an már meghaltak, de az orvosoknak még nem sikerült kideríteni, hogy mi okozza a betegséget. Bill Kraus segít az orvosoknak a zárt San Franciscó-i meleg fürdőkbe bejutni, de Eddie a tulajdonos nem akarja hogy a vendégeit zaklassák, csak Dr. Selma Dritz kedvéért engedi be őket, aki sokat tett a melegek ügyeiért. Feltűnően sok amil-nitrátot találnak, amit vágyfokozóként használnak. Megvizsgálják az anyagot, de csalódniuk kell, mert nem ez okozza a rejtélyes betegséget. 1981 szeptemberében az Atlantai Járványügyi Központban csak találgatások vannak arról, hogy vírusos vagy bakteriális eredetű-e a kór. Nem tudják, hogy milyen úton terjed, és azt sem, hogy csak homoszexuálisokat, vagy heteroszexuálisokat is megfertőzhet-e a betegség. A járvány gyorsan terjed, 1981 novemberére 160 betegből 88-an meghaltak. Bobbi Campbell, aki az első AIDS-esek között volt, egy rendelőben találkozik a híres koreográfussal, aki egy vizsgálatra jött Dr. Guinanhoz. Francisék nyulakon, egereken és földi malacokon is kísérleteznek, de így sem tudják megfejteni, hogy mi okozza a betegséget. Munkájukat hátráltatja, hogy a kormány alig ad pénzt a kutatásokra, és felszereléseik is elavultak.

Dr. Francisnek nemcsak a vírussal kell megküzdenie, hanem a bürokráciával is

Eközben Franciaországban Dr. Rosenbaumot megkérik, hogy ne vegyen fel több AIDS-es beteget a kórházba, mert a "normális betegek" elhagyják a kórházat. Dr. Rosenbaum úgy dönt otthagyja a kórházat, és a betegség kutatásán fog a későbbiekben tovább dolgozni. Az Egyesült Államokban a sajtó csak GRID-nek emlegeti a betegséget, azaz a melegek betegségének. Bill Kraus a GRID kutatásához kér pénzt Phillip Burton szenátortól. A betegséget már újszülöttekben és Miamiban élő haiti menekültekben is kimutatják. Francis és Harold egy étkezdében találkozik, a betegségről beszélgetnek. Harold amíg a fasírtjára vár, az étteremben lévő Pac-Man gépen kezd játszani. Erre figyel fel Francis és új ötlete támad, rájön hogy a betegség ugyanúgy eszi meg a T-sejteket mint a Pac-man. Dr Gallohoz, az első emberi HTLV vírus felfedezőjéhez fordulnak segítségért. 1982 márciusában Dr. Darrow feltérképezi az AIDS-esek kapcsolatrendszerét. Darrownak sikerül összefüggéseket találnia a Los Angeles-i és a New York-i kapcsolatok között. Bebizonyítja hogy a betegség nemi úton terjed, és a többségük a fürdőkben kapta meg. Darrow Gaëtan Dugast nevezi meg a nulladik betegnek, akinek több ezer kapcsolata volt, és szinte az összes korai AIDS-esnek volt vele kapcsolata. 1982 júniusában a Járványügyi Központ elé tárják a felfedezésüket. Az eredmények miatt a San Franciscó-i tanácson Bill Kraus és Carla Dritz javasolja hogy zárják be a San Franciscó-i fürdőket, hogy megakadályozzák a járvány további terjedését. A tanácskozáson Dr. Francis ismerteti álláspontját. A hír a melegeket is megosztja, és a többségük inkább a szabadságjogaik megnyirbálásának gondolja, és ezért a fürdőbezárás ellen szavaz. 
Eközben Franciaországban a Pasteur Intézetben is kutatják az AIDS ellenszerét, Dr. Rosenbaum elképzelése szerint nem csak szexuális úton terjedhet a betegség. Dr. Gallo különleges osztályt hozz létre, és ő is intenzíven kezdi vizsgálni az AIDS-et. A koreográfus elhívja magához Guinant, hogy közölje vele hogy AIDS-es. Mivel már nincs sok hátra az életéből a pénzét a kutatásokra szánja. Guinan szomorúan tapasztalja, hogy az újságok szerint a híres koreográfus hosszan tartó betegségben hunyt el, és nem AIDS-ben, mert egy híres AIDS-es halála miatt nagyobb figyelmet kaphatott volna a kutatás. Újabb különös eseteket jelentenek, egy drogos nő is AIDS-ben halt meg, és már a 8-as faktorú vérátömlesztésen átesett emberek közül is egyre többen szenvednek AIDS-ben. Francisék már a vérkészítményekre is gyanakszanak, szerintük a vérben van az AIDS okozója, amit eddig még nem találtak meg. Hepatitis B tesztet szeretnének alkalmazni az AIDS szűrésére, ami 88%-os hatékonysággal kiszűrné az AIDS-eseket, de a vérellátó központ nem járul hozzá, mert így a vérdonorjaik jogai sérülnének.

Harold egy Los Angeles-i kórházban talál egy AIDS-es újszülöttet, akinek már többször volt transzfúziója. Selmához fordulnak, aki befolyásai révén megszerzi a kisfiú donorjainak listáját. A listán szerepel egy gazdag elismert ember, aki két hónapja halt meg, de hivatalosan nem AIDS-ben. Elmennek a bátyjához, hogy segítséget kérjenek tőle, hogy mások életét megmenthessék. Kiderül, hogy a testvére egy másik orvoshoz is elment, aki AIDS fertőzést állapított meg nála. 1983. január 4-én már 951 beteg és 640 halott van, az Atlantai Járványügyi Központ felvetik, hogy a melegek ne adhassanak vért, de ez felkavarja az indulatokat. Annak ellenére, hogy a hemofíliások között a második leggyakoribb halálozási ok az AIDS, sokan úgy vélik, ha kizárják a melegeket a véradásból, azzal kirekesztik őket. Dr. Voeller javasolja, hogy adjanak hivatalosan nevet a betegségnek. Ne a média által kitalált GRID legyen a betegség neve, hanem AIDS, mivel már heteroszexuálisokat is fertőz a kór. A média továbbra is kirekesztően bánik az AIDS-esekkel. De az átlagemberek is félnek az AIDS-esektől, mikor kiderült, hogy egy AIDS-es autójával egy kisebb karambolt szenvedett, kihívták hozzá a veszélyes anyagok különleges csapatát. Dr. Francis fel akarja használni a 80-as évek előtti hepatitises szűrési eredményeket az AIDS kiszűrésére, de nem kap hozzá pénzt. Harold elmegy egy gazdag családhoz, hogy segítségüket kérje, de megdöbbenve tapasztalja, hogy a nő orvosai nem közölték vele, hogy a transzfúzió során elkapta az AIDS-et. Bár még hivatalosan nem bizonyított, hogy vér útján is fertőz az AIDS, de a sok gyanús eset hatására az Irving Memorial kórház bejelenti, hogy elkezdi használni a hepatitises tesztet az AIDS szűrésére. De a Vöröskereszt fölösleges pénzkidobásnak tartja a teszt alkalmazását, amíg nem bizonyított, hogy transzfúzióval is terjed az AIDS. A szavazáson leszavazzák a teszt használatát. 

A Vörös Kereszt tagjai leszavazzák, hogy pénzt költsenek az AIDS szűrésére

Franciaországban bebizonyítják, hogy egy új retrovírus okozza az AIDS-et, ami különbözik a Dr. Gallo által felfedezett retrovírustól. Mindenki nagyon boldog, hogy végre megtalálták a vírust, amit már régóta kerestek. Bill Kraus Kaposi szarkómát fedezz fel magán, és rájön, hogy ő aki mindig a monogámiát hirdette AIDS-es. Galloék elakadnak a kutatással, mikor megtudja, hogy Francis mintákat küldött a franciáknak, cserbenhagyottnak érzi magát. Gallo elvágja a támogatást Francistól, mert azt gondolja, hogy a franciáknak segített és nem neki. Francis így nehéz helyzetbe kerül. A lakosság egyre jobban retteg, New York-i börtönőrök különleges öltözéket követelnek, temetkezési vállalkozók nem hajlandóak AIDS-eseket bebalzsamozni, és több ápolónő felmond, minthogy AIDS-eseket kezeljen. 1984 márciusában Gallonak is sikerül megtalálni az AIDS vírusát és tesztje is van hozzá. Gallo magának akarja a dicsőséget, és el akarja orozni a franciák elől. Dr. Francis megpróbálja összehozni a franciákat és Dr. Gallot, hogy egyezzenek meg, mert ha a vírus felfedezésének jogáért bírósághoz fordulnak, akkor az évekig is elhúzódhat, és addig megtorpannak a további kutatások. 1984. április 4-én Dr. Gallo és a franciák találkoznak, de Gallo addig nem hajlandó tárgyalni, amíg Francis is a teremben van. Francis félreteszi büszkeségét és kimegy a teremből. Gallo megállapodik a franciákkal, hogy együttesen jelentik be a hírt és osztoznak az érdemen. Francis kidolgozott egy tervet, amely a megelőzés-oktatás-gyógyításon alapszik, a program 37 millió dollárba kerülne, de elutasítják a javaslatát. Ezek után Francis kéri, hogy helyezzék át San Franciscóba, hogy több időt szentelhessen az AIDS kutatásának. Jim segít neki elhelyezkedni, és a többiek búcsúbulit tartanak neki. Dr. Gallo felrúgja a franciákkal kötött megállapodást és a vírust a saját vírusának tartja. Sikerül elintéznie, hogy ő kapja meg a vérvizsgálati szabadalmat. A franciák a sajtóhoz fordulnak és bebizonyítják, hogy Gallo vírusa ugyanattól a betegtől van, akiből a franciák is kimutatták az AIDS vírusát. 1985 november, Bill Kraus részt vesz Kicoval a Candlelight Paraden, de rosszul lesz, és kórházba szállítják. Francis meglátogatja a kórházban, de a súlyos beteg Kraus csak rövid időre képes értelmesen beszélni, és sokszor csak halandzsál.
|  | Itt a vége a cselekmény részletezésének! |

## Az utolsó dal
A film végén megemlékeznek azokról az emberekről, akik AIDS-ben haltak meg, vagy sokat tettek az AIDS elleni küzdelemért. A klip alatt Elton Johntól a The Last Song című dal szól. A montázsban főleg ismert emberekről láthatunk archív filmfelvételeket, vagy fényképeket, néhány esetben csak utalás van egy-egy ismertebb személyre. Az archív felvételeken olyan hétköznapi embereket is láthatunk, akik AIDS-ben szenvednek, vagy akiknek szerettük AIDS-ben halt meg.
Az ismertebb személyek a következők:
- Bobbi Campbell (1952–1984) az első AIDS betegek között volt. A nyilvánosság előtt vállalta homoszexualitását, és az arcát adta olyan plakátokhoz, amely az AIDS-re és annak veszélyeire figyelmezteti az embereket. A Newsweek 1983. augusztus 8-i számában csak "KS Poster Boy"-nak, azaz a Kaposi-szarkóma reklámarcának nevezték.
- Ryan White (1971–1990) hemofíliás volt, és vérátömlesztés során kapta meg az AIDS-et. Orvosai 1984-ben, 13 éves korában fél évet jósoltak neki, de még öt évig élt. Mikor kiderült, hogy beteg, az iskolából kiközösítették. Az AIDS elleni harc reklámarca volt, és olyan hírességekkel mint Michael Jackson, hívta fel az AIDS elleni küzdelemre a figyelmet.Rock Hudson

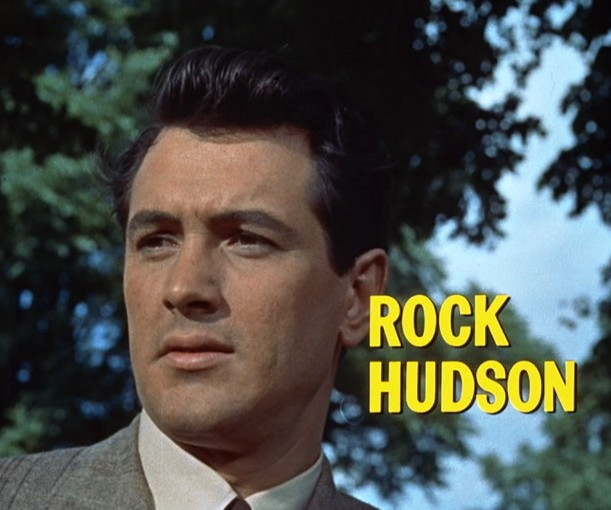
Rock Hudson

- Rock Hudson (1925–1985) híres amerikai színész, aki az utolsó pillanatig titkolta a közvélemény előtt homoszexualitását.
- Anthony Perkins (1932–1992) amerikai biszexuális színész, akinek legemlékezetesebb alakítása a Psychóban (1960) Norman Bates volt.
- Tina Chow (1950–1992) Az egyik első olyan híres heteroszexuális nő, aki AIDS-ben halt meg. A vírust biszexuális barátjától kapta el. Korábban Richard Gere barátnője is volt.
- Rudolf Hametovics Nurejev (1938–1993) híres homoszexuális balett-táncos volt, aki a Szovjetunióból vándorolt ki.
- Arthur Ashe (1943–1993) az első afroamerikai Grand Slam győztes teniszező, aki vérátömlesztés útján kapta el a vírust. Később AIDS aktivista lett.Liberace

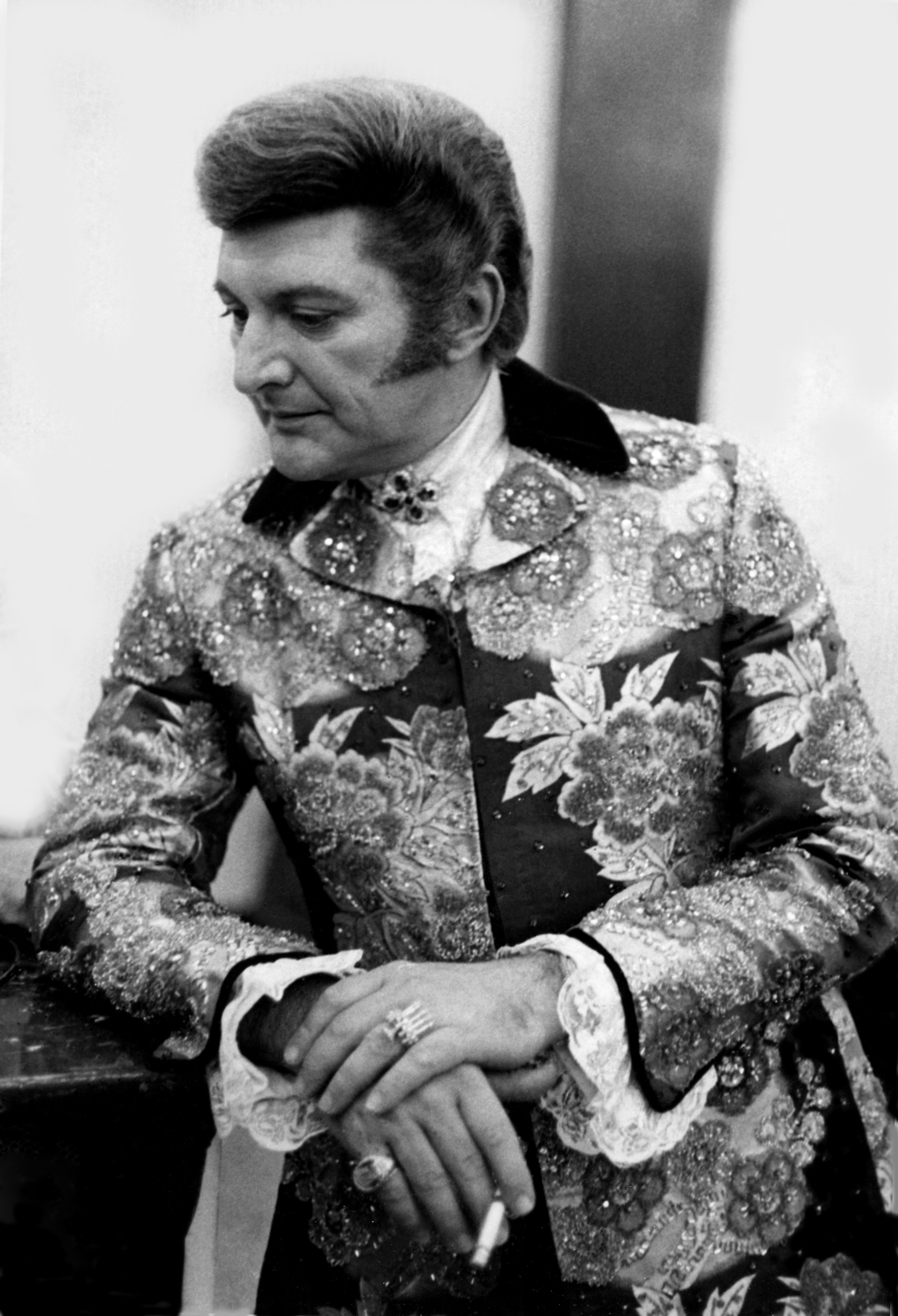
Liberace

- Michael Bennet (1943–1987) híres biszexuális táncos és rendező. Több díjat is nyert koreográfusként.
- Liberace (1919–1987) Az 1960-as és 1970-es évek legjobban fizetett zongoristája. Sokan csak Frank Sinatrához mérték a tehetségét. Hihetetlenül szerette a fényűzést és a pompát, gyakran jelent meg különleges kosztümökben és bundákban. Homoszexualitását haláláig titkolta.
- Freddie Mercury (1946–1991) A világ egyik leghíresebb énekese volt, aki Queen zenekarban játszott. Betegségét sokáig titkolta, halála előtt egy nappal fedte fel a világ előtt, hogy AIDS-es.
- Elizabeth Glaser (1947–1994) A Starsky és Hutch sorozatban Starskyt megformáló Paul Michael Glaser felesége. Első gyermekükkel volt terhes, amikor 1981-ben egy vérátömlesztés során HIV-vírussal fertőződött meg, kislányuk 1988-ban halt meg.
- Magic Johnson (1959– ) Visszavonult amerikai profi kosárlabdázó, aki a Dream Team tagja volt a barcelonai olimpián. Visszavonulás után AIDS-aktivista lett, és jelenleg is ezzel foglalkozik.
- Larry Kramer (1935–2020) Amerikai drámaíró és meleg jogi aktivista. Gyakran szólalt fel a melegek érdekében, és az AIDS elleni küzdelemben.
- Alison Gertz (1966–1992) Híres AIDS-aktivista, aki azzal vált híressé, hogy az első barátjától kapta el a vírust. Ezután haláláig AIDS aktivistaként többször szerepelt televíziós műsorokban.
- Max Robinson (1939–1988) Az első afroamerikai tévé híradós, aki transzfúzió során kapta el a vírust.
- Halston (1932–1990) Híres amerikai divattervező, aki jelentős hatással volt az 1970-es évek Discotech stílusára.
- Willi Smith (1948–1987) Nyíltan meleg afroamerikai divattervező volt, aki 1983-ban American Fashion Critics díjat nyert.
- Perry Ellis (1940–1986) Amerikai homoszexuális divattervező, aki az 1970-es években megalapította a sportruházatokkal foglalkozó cégét.
- Peter Allen (1944–1992) Híres ausztrál énekes, aki Liza Minnelli férje volt hivatalosan 1967 és 1974 között. Bár 1970-től Gregory Connellel az egyik háttérénekesével élt együtt.
- Steve Rubell (1943–1989) A Studio 54 egyik alapítója, aki korán elkezdte használni az AIDS-esek számára készített AZT koktélt, de mivel mellette folyamatosan ivott és drogozott keveset használt. Ryan White, aki nem tehetett arról, hogy AIDS-es lett

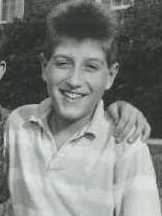
Ryan White, aki nem tehetett arról, hogy AIDS-es lett

- Keith Haring (1958–1990) Híres homoszexuális művész, akinek a művészete hatással volt a későbbi nemzedékek graffiti művészetére is.
- Stewart McKinney (1937–1987) Republikánus szenátor, aki haláláig állította hogy a fertőzést 1979-ben transzfúzió útján kapta el, bár az orvosok ezt nagyon valószínűtlennek tartják. Sokkal valószínűbb, hogy szexuális úton kapta el a vírust, ugyanis biszexuális volt.
- Denholm Elliott (1922–1992) Biszexuális angol színész, az Indiana Jones filmekben Dr. Marcus Brodyt alakította. Az Indiana Jones és a kristálykoponya királysága című film forgatásakor már halott volt, de a készítők a filmben megemlékeztek róla.
- Brad Davis (1974–1991) Az egyik első híres heteroszexuális színész, aki AIDS-ben hunyt el. Rendszeresen használt kábítószert, és így fertőződött meg.
- Amanda Blake (1950–1989) Amerikai színésznő, aki szájrákban halt meg. Halála nem teljesen tisztázott, de AIDS-vírust is találtak a szervezetében.
- Robert Reed (1932–1992) Homoszexuális amerikai színész, aki főleg tévé filmekben szerepelt. Leghíresebb alakítása a Brady család című sorozatban volt, ahol a családfő szerepét játszotta.
- Michel Foucault (1926–1984) Francia történész, filozófus aki homoszexualitását nyíltan vállalta. Több könyvet is írt a szexualitásról.
- Tom Waddell (1937–1987) Homoszexuális amerikai tornász, aki megalapította a melegek olimpiáját.

Akik sokat tettek az AIDS elleni küzdelemért de nem AIDS-esek, és megjelennek a klipben.
- Roger Gail Lyon
- Michael Jackson
- Diana hercegnő
- Liz Taylor

## Szereplők
| Szerep                   | Színész              | Magyar szinkron    |
| ------------------------ | -------------------- | ------------------ |
| Dr. Don Francis          | Matthew Modine       | Schnell Ádám       |
| Dr. Robert Gallo         | Alan Alda            | Mihályi Győző      |
| Bill Kraus               | Ian McKellen         | Melis Gábor        |
| Dr. Mary Guinan          | Glenne Headly        | Farkasinszky Edit  |
| William Darrow           | Richard Masur        | Rosta Sándor       |
| Dr. Jim Curran           | Saul Rubinek         | Csankó Zoltán      |
| Dr. Selma Dritz          | Lily Tomlin          | Menszátor Magdolna |
| Gaëtan Dugas             | Jeffrey Nordling     | Wohlmuth István    |
| Dr. Pynchot              | Moses Gunn           |                    |
| Bobbi Campbell           | Donal Logue          | Czvetkó Sándor     |
| Orville Jamieson         | Drew Snyder          |                    |
| Kico Govantes            | BD Wong              | Szokol Péter       |
| Dr. Luc Montagnier       | Patrick Bauchau      | Várkonyi András    |
| Dr. Françoise Barre      | Nathalie Baye        | Spilák Klára       |
| Eddie Papasano           | Phil Collins         |                    |
| Gazdag AIDS beteg bátyja | Steve Martin         | Szokolay Ottó      |
| Koreográfus              | Richard Gere         | Haás Vander Péter  |
| Dr. Willy Rozenbaum      | Tchéky Karyo         | Harmath Imre       |
| Dr. Harold Jaffe         | Charles Martin Smith | Holl Nándor        |
| Mr. Johnstone            | David Clennon        | Balázsi Gyula      |
| Mrs. Johnstone           | Swoosie Kurtz        | ?                  |

## A légi utaskísérő elmélet

Gaëtan Dugas a filmben, a nyakán látható Kaposi-szarkóma miatt jelentkezett először a kórházban.

A filmben Gaëtan Dugast jelölik meg a nulladik betegnek, aki egy kanadai légi utaskísérő volt. Olyan ember volt, aki sokat utazott, sok szexuális kapcsolata volt és viszonylag az elsők között kapta el a vírust. Az elmélet David Auerbach és Dr. William Darrow tanulmányán alapszik. A tanulmány az első pár száz AIDS-es megbetegedés mintáin alapszik. Darrowék fürtszerűen összekapcsolták azokat az AIDS-eseket akiknek volt egymással viszonyuk. A fürt közepén Gaëtan Dugas volt, és szerintük ő fertőzte meg azokat az embereket, akikkel volt viszonya és általa terjedt el az AIDS. Az elmélettel van egy kis probléma a 40 párból 9 párt nem tudtak Dugashoz kapcsolni, akiknél közel azonos időben jelentek meg az AIDS tünetei. Darrowék elméletében az is hibás pontnak bizonyult, hogy a fertőző személynek tekintett egyénnél is, és az általa megfertőzött személynél is rövid idő telt el. Mindkét személynél 11 hónapnál kevesebb idő telt el, amíg mindkét alanyon jelentkeztek a tünetek. Jelenlegi tudásunk szerint a megfertőződéstől számítva legalább két évig tünetmentesen élnek a HIV+ emberek.

## A film előkészületei
A film kényes témája miatt sok színész nem akart szerepelni a filmben. Mikor Ian McKellen találkozott Roger Spottiswoode-dal, akkor tudta meg, hogy addig még senki sem vállalta Bill Kraus szerepét, aki nyíltan melegjogi aktivista volt, ezért önként jelentkezett a szerepre. Habár McKellen egyáltalán nem hasonlított Krausra, és ráadásul 15 évvel is idősebb volt, mégis megkapta a szerepet. A film nem csak az AIDS-ről szól, hanem a homoszexualitásról is. A film olyan színészek nélkül, mint Richard Gere, Alan Alda, Steve Martin vagy Matthew Modine akik vállalták hogy esetleg megbélyegzik őket, nem készülhetett volna el. A filmben homoszexuális színészek is szerepet vállaltak, többek között Ian McKellen, Lily Tomlin és BD Wong, akik fontosnak tartották, hogy a film elkészüljön. Stephen Spinella, aki az elsők között vállalta másságát, szintén fontosnak érezte, hogy elkészüljön a film. Ezért egy kisebb szerepet vállalt a filmben, ahol egy kórházban fekvő AIDS-est alakít.

## Filmzene
- "The Last Song"

Írta: Elton John és Barnie Taupin 

Előadja: Elton John
- "Manhattan Man"

Írta: Michael Urbaniak 

Előadja: Michael Urbaniak
- "Jumper's Way"

Írta: David I. Catney 

Előadja: David I. Catney
- "Play the Game"

Előadja: Freddie Mercury 

## Díjak és jelölések
Primetime Emmy-díj
- Legjobb televíziós film (győztes)
- Legjobb casting (győztes)
- Legjobb vágás (győztes)
- Legjobb rendezés (televíziós minisorozat vagy tévéfilm) (jelölés)
- Legjobb forgatókönyv (televíziós minisorozat vagy tévéfilm) (jelölés)
- Legjobb férfi főszereplő (televíziós minisorozat vagy tévéfilm) (Matthew Modine, jelölés)
- Legjobb férfi mellékszereplő (televíziós minisorozat vagy tévéfilm) (Alan Alda, jelölés)
- Legjobb férfi mellékszereplő (televíziós minisorozat vagy tévéfilm) (Richard Gere, jelölés)
- Legjobb férfi mellékszereplő (televíziós minisorozat vagy tévéfilm) (Ian McKellen, jelölés)
- Legjobb női mellékszereplő (televíziós minisorozat vagy tévéfilm) (Swoosie Kurtz, jelölés)
- Legjobb női mellékszereplő (televíziós minisorozat vagy tévéfilm) (Lily Tomlin, jelölés)
- Legjobb művészi rendezés (televíziós minisorozat vagy tévéfilm) (jelölés)
- Legjobb fodrász (televíziós minisorozat vagy tévéfilm) (jelölés)
- Legjobb sminkes (televíziós minisorozat vagy tévéfilm) (jelölés)

Golden Globe-díj
- legjobb minisorozat vagy tévéfilm (jelölés)
- legjobb férfi főszereplő (minisorozat vagy tévéfilm) (Matthew Modine, jelölés)

CableACE-Díj
- Legjobb film vagy sorozat férfi mellékszereplője (Ian McKellen, győztes)
- Legjobb film vagy sorozat (jelölés)
- Legjobb film vagy sorozat férfi mellékszereplője (Richard Gere, jelölés)
- Legjobb film vagy sorozat férfi mellékszereplője (Lawrence Monoson, jelölés)
- Legjobb film vagy sorozat női mellékszereplője (Swoosie Kurtz, jelölés)
- Legjobb film vagy sorozat női mellékszereplője (Lily Tomlin, jelölés)
- Legjobb smink (jelölés)

Egyéb Díjak
- GLAAD Media Award A legjobb televíziós filmnek (győztes)
- Casting Society of America A hét legjobb televíziós film castingja (győztes)
- American Cinema Editors Eddie Díj a legjobb nem kereskedelmi televíziós filmnek (győztes)
- Humanitas Prize Arnold Schulman (győztes)
- Montréal World Film Festival A zsűri különleges nagydíja (Roger Spottiswoode, győztes)